# ایر اومبریا
ایر اومبریا (به انگلیسی: Airumbria) یک شرکت هواپیمایی است که در تاریخ ۱۹۹۲ میلادی تأسیس شده است.
دفتر مرکزی ایر اومبریا در اومبریا، ایتالیا واقع شده‌است.